# Maribel Díaz Cabello
Pour les articles homonymes, voir Díaz et Cabello.
Maribel Carmen Díaz Cabello, née le 27 mars 1970, est une éducatrice, enseignante et administratrice universitaire péruvienne. 
Comme épouse du président Martín Vizcarra, elle a été la Première dame du Pérou du 23 mars 2018 au 9 novembre 2020,,,.

## Biographie

### Jeunesse et formation
Maribel Carmen Díaz Cabello est née le 27 mars 1970 à Moquegua, au Pérou,. Ses parents, Rafael Díaz Dueñas et Carmen Cabello Oviedo, sont tous les deux enseignants. Son oncle, Antonio Cabello Oviedo, est maire de Moquegua de 1987 à 1990. Elle est apparentée à l'écrivain péruvienne Mercedes Cabello de Carbonera, du côté maternel de sa famille. 
Maribel Díaz étudie d'abord la médecine à l'université nationale de Tucumán en Argentine, mais elle renonce à la fin de l'année universitaire pour se réorienter vers l'enseignement,. Elle retourne au Pérou, où elle s'inscrit pour se préparer à l'enseignement primaire à l'Institut pédagogique Mercedes Cabello. Elle termine ensuite sa maîtrise en éducation sur le campus Moquegua de l'université César Vallejo,.  

### Enseignement
Elle développe sa carrière dans l'enseignement à travers différents postes d'enseignante et des postes administratifs dans les écoles publiques de la région de Moquegua. Elle est directrice de l'école primaire du Sacré-Cœur de Jésus à Moquegua jusqu'en 2017,. Elle quitte ce poste de directrice de l'école du Sacré-Cœur de Jésus en 2017 lorsque son mari est nommé ambassadeur au Canada. 
Elle a fait la connaissance de Martín Vizcarra alors qu'elle était encore étudiante.  Ils se marient et ils ont quatre enfants, trois filles et un fils, prénommés Diana, Daniela, Diamela et Martino,. Ils ont également un petit-fils, Mateo, né en 2017. Martin Vizcarra loue publiquement le rôle de sa femme dans leur vie personnelle et professionnelle. Le 6 juillet 2016, il écrit que « ce professeur qui est à mes côtés et me donne la force de continuer, cette enseignante est ma femme, Maribel » sur les réseaux sociaux le jour de la fête des professeurs.
Maribel Díaz Cabello fait profil bas pendant la campagne présidentielle 2016, lorsque le candidat à la présidence Pedro Pablo Kuczynski choisit son mari Martín Vizcarra comme son colistier pour la vice-présidence du Pérou. À la chaîne América Televisión, Maribel Díaz explique que même si elle préfère rester à l'écart de la politique, elle soutient son mari et son avenir politique, en déclarant : « Je n'ai jamais beaucoup aimé la politique, parce que la politique est politique, non ? Mais s'il le veut et qu'il veut le faire, je dois le soutenir ».

### Première dame du Pérou
Le 23 mars 2018, à la suite de démission du président Pedro Pablo Kuczynski et à la nomination de son mari à la présidence du Pérou, elle devient la Première dame du Pérou, succédant à Nancy Lange,. Elle annonce qu'elle quittera de nouveau l'enseignement pour assumer ses fonctions de nouvelle Première dame du pays, ce qui comprend des événements protocolaires et la supervision d'un bureau officiel doté d'un budget annuel d'environ 600 000 sols.

## Décorations
- Portugal: Grand Croix de l'Ordre portugais du mérite, 25 février 2019[5].
- Espagne: Dame Grand Croix de l'Ordre d'Isabelle la Catholique, 22 février 2019[6].